# Minerva (alga)
Minerva W.A. Nelson et al., 2005, segundo o sistema de classificação de Hwan Su Yoon et al. (2006), é o nome botânico de um gênero de algas vermelhas pluricelulares da família Bangiaceae.

## Espécies
Apresenta uma única espécie:
- Minerva aenigmata W.A. Nelson, 2005